# Championnat régional de Cordobà de rugby à XV
Le Championnat régional de Córdoba de rugby à XV ou Torneo de Córdoba ou Copa Glooday est une compétition annuelle de rugby à XV organisée par la Fédération argentine de rugby.

## Histoire
Le championnat débute en 1931 et comprend des clubs de la région de Córdoba. C'est l'un des 7 tournois de qualification pour le Nacional de Clubes et le Tournoi de l'Intérieur.

## Format
Le format du tournoi change au fil des ans et est réservé en 2016 à 11 équipes qui disputent un championnat dont les 6 premiers sont qualifiés pour la Zona Campeonato alors que les 5 derniers se retrouvent dans la Zona Promocion.

## Liste des clubs
| Club                          | Ville   |
| ----------------------------- | ------- |
| Club Universitario de Córdoba | Córdoba |
| Tala                          | Córdoba |
| La Tablada Rugby Club         | Córdoba |
| Córdoba Athletic Club         | Córdoba |
| Jockey Club Córdoba           | Córdoba |
| Palermo Bajo                  | Córdoba |
| Urú Curé                      | Córdoba |
| Jockey Club Villa María       | Córdoba |
| San Martin de Villa María     | Córdoba |
| Córdoba Rugby                 | Córdoba |
| Carloz Paz Rugby Club         | Córdoba |
| Alta Gracia Paz Rugby Club    | Córdoba |

## Palmarès
| Saison | Vainqueur                                            | Score                                          | Finaliste               |
| ------ | ---------------------------------------------------- | ---------------------------------------------- | ----------------------- |
| 1931   | Club Universitario de Córdoba                        | Round-robin                                    | -                       |
| 1932   | Club Universitario de Córdoba                        | Round-robin                                    | -                       |
| 1933   | Club Universitario de Córdoba                        | Round-robin                                    | -                       |
| ...    |                                                      |                                                |                         |
| 2000   | La Tablada Rugby Club                                | Round-robin                                    | Tala                    |
| 2001   | La Tablada Rugby Club                                | Round-robin                                    | Jockey Club Córdoba     |
| 2002   | Palermo Bajo                                         | 23 - 19                                        | Jockey Club Córdoba     |
| 2003   | La Tablada Rugby Club                                | 24 - 3                                         | Tala                    |
| 2004   | Tala                                                 | 27 - 20                                        | Córdoba Athletic Club   |
| 2005   | Córdoba Athletic Club                                | 24 - 17                                        | Tala                    |
| 2006   | La Tablada Rugby Club                                | 15 - 12                                        | Tala                    |
| 2007   | Tala                                                 | 43 - 12                                        | Córdoba Athletic Club   |
| 2008   | Córdoba Athletic Club                                | 17 - 12                                        | Jockey Club Villa María |
| 2009   | Jockey Club Villa María                              | 12 - 10                                        | La Tablada Rugby Club   |
| 2010   | Córdoba Athletic Club                                | 20 - 17                                        | La Tablada Rugby Club   |
| 2011   | Córdoba Athletic Club, Tala et La Tablada Rugby Club | Round-robin                                    |                         |
| 2012   | La Tablada Rugby Club                                | 16 - 12                                        | Tala                    |
| 2013   | La Tablada Rugby Club                                | 15 - 6                                         | Tala                    |
| 2014   | Tala                                                 | 32 - 28                                        | Córdoba Athletic Club   |
| 2015   | Tala                                                 | 16 - 10                                        | Urú Curé                |
| 2016   | Tala                                                 | 30 - 23                                        | Urú Curé                |
| 2017   | Tala                                                 | 12 - 9                                         | La Tablada Rugby Club   |
| 2018   | Tala                                                 | 23 - 15                                        | Córdoba Athletic Club   |
| 2019   | Urú Curé                                             | 38 - 16                                        | Córdoba Athletic Club   |
| 2020   |                                                      | Non disputé à cause de la pandémie de Covid-19 |                         |
| 2021   | Jockey Club Córdoba                                  | -                                              | -                       |
| 2022   | Jockey Club Córdoba                                  | 23 - 9                                         | Jockey Club Villa María |
| 2023   | -                                                    | -                                              | -                       |

## Bilan
| Club                          | Titre(s) | Premier(s) - Dernier(s) |
| ----------------------------- | -------- | ----------------------- |
| Tala                          | 24       | 1971-2018               |
| Club Universitario de Córdoba | 21       | 1931-1977               |
| La Tablada Rugby Club         | 17       | 1961-2013               |
| Córdoba Athletic Club         | 16       | 1952-2011               |
| Jockey Club Córdoba           | 12       | 1946-2022               |
| San Martin de Villa María     | 2        | 1939-1943               |
| Córdoba R.C.                  | 2        | 1937-1938               |
| Jockey Club Villa María       | 1        | 2009                    |
| Palermo Bajo                  | 1        | 2002                    |
| Escuela de Aviacion           | 1        | 1953                    |
| Gimnasia y Esgrima Córdoba    | 1        | 1944                    |
| Urú Curé                      | 1        | 2019                    |